# Svetlana Boiko
Svetlana Boiko (n. 13 aprilie 1972, Rostov-pe-Don, RSFS Rusă, URSS) este o scrimeră ce a reprezentat Rusia, medaliată olimpică. A participat la 4 ediții ale Jocurilor Olimpice (1996, 2000, 2004, 2008) în care a câștigat o medalie de aur.